# Новрузов, Рахим Аллахверди оглы
Рахим (Рагим) Аллахверди оглы Новрузов (азерб. Rəhim Allahverdi oğlu Novruzov; 1958 год, Губадлинский район, Азербайджанская ССР, СССР) — советский борец вольного стиля, призёр чемпионата Европы, чемпион СССР, мастер спорта СССР международного класса.

## Биография
По национальности — азербайджанец. Выступал за Вооруженные силы (Баку). В июле 1983 года в Москве в рамках VIII летней Спартакиады народов СССР стал победителем, параллельно стал победителем 39-го Чемпионата СССР. В апреле 1984 года в шведском Йёнчёпинге стал бронзовым призёром чемпионата Европы.

## Спортивные результаты
- Чемпионат СССР по вольной борьбе 1983 — ;
- Спартакиада народов СССР 1983 — ;
- Чемпионат Европы по борьбе 1984 — .